# Лунный парк
«Лунный парк» (англ. Lunar Park) — шестой роман американского писателя Брета Истона Эллиса. Написан в жанре псевдоавтобиографии, сочетает элементы литературы ужасов с фирменной эллисовской сатирой, главными объектами которой на этот раз стали фигура самого писателя и нравы американского пригорода. Издан в США 16 августа 2005 года, русский перевод появился летом 2007 года.
В 2004 году роман был номинирован на «Всемирную премию фэнтези за лучший роман».